# 염류샘

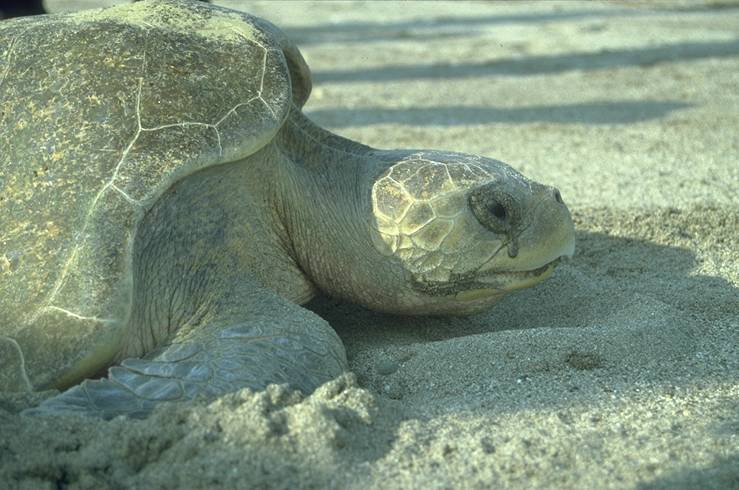
염분을 눈물샘으로 내보내고 있는 바다거북. 물을 내보내는 것이 우는 것처럼 보인다.

염류샘 또는 염류선(塩類腺)은 과다한 염분을 배출하기 위한 기관으로, 판새강, 바닷새, 그리고 일부 파충류에서 발견된다. 상어는 염류선이 직장에 있지만 새나 파충류는 두개골의 눈 혹은 콧구멍, 입 등지에서 찾을 수 있으며 악어는 목을 통해 소금을 배출한다.

## 같이 보기
- 내염성
- 눈물기관
- 삼투조절
- 눈확위샘